# Maxime Pupien
 (avril 2009).
Si vous disposez d'ouvrages ou d'articles de référence ou si vous connaissez des sites web de qualité traitant du thème abordé ici, merci de compléter l'article en donnant les références utiles à sa vérifiabilité et en les liant à la section « Notes et références ».
Maxime Pupien (Marcus Clodius Pupienus Maximus), dit usuellement Pupien, est empereur romain de février à mai 238, conjointement avec Balbin.

## Biographie

### Origines et débuts
Il naît vers 164. Issu d'une vieille famille patricienne, fils de Marcus Pupienus Maximus. Il est le parent (peut être le cousin), d'une certaine Casta Pulchar. Il s'est marié avec Sextia Cethegilla, fille de Titus Sextius Magianus (Africanus), consularis vir, et de sa femme Cornelia, petite-fille paternelle de Titus Sextius Marcus Vibius Ovinius Secundus Lucius Volusius Torquatus Vestinus Lateranus et de sa femme Asinia Polla. Ils ont eu une fille et deux fils: Pupiena Sextia Paulina Cethegilla, épouse de Marcus Ulpius Eubiotus Leurus; Titus Clodius Pupienus Pulcher Maximus; et Marcus Pupienus Africanus Maximus.
Centurion primus pilus, tribun militaire et préteur, il exerce la fonction de gouverneur dans diverses provinces de l'Empire, proconsul en Bithynie et Pont, en Achaïe et en Gaule narbonnaise, légat en Germanie supérieure et Germanie inférieure. Il est plusieurs fois consul, I en 217 et II en 234.
En 234, Pupien exerce la fonction de préfet de la ville. Réputé austère et sévère, il fait preuve d'une autorité acharnée, lui attirant l'hostilité permanente du petit peuple de la ville.

### Accession au pouvoir
Au début de l'année 238, l'empereur Maximin le Thrace, violemment impopulaire et cruel, est l'objet d'une révolte en Afrique . De grands propriétaires terriens prennent les armes contre le gouverneur, le massacrant, lui ainsi que les soldats chargés de sa protection. Ils acclament Gordien Ier, un sénateur octogénaire, empereur, qui désigne une fois couronné son fils Gordien II comme Cesar. Ils entrent dans Carthage qui les acclame. Cependant Capelianus, légat de Numidie, fidèle à l'empereur Maximin, va écraser la révolte et liquider les usurpateurs.
Le sénat et le peuple romain, enthousiasmés de pouvoir déchoir l'empereur Maximin, se sont ralliés à la cause de Gordien. À la nouvelle de l'échec de la révolte, une peur panique s'empare de l'ensemble de la population, craignant une répression sanglante très certaine de l'empereur usurpé.
C'est dans ce climat que sont nommés empereurs Maxime Pupien, à la tête des armées, et Balbin, chargé du maintien de l'ordre à Rome. L'impopularité de Pupien, et les protestations du peuple, imposent au sénat d'élever le neveu de Gordien II, le futur Gordien III, au rang de César, et héritier des deux empereurs.

### Règne
Maximin apprend calmement tous ces événements alors qu'il est sur les rives du Danube. Il décide, bien que ne prenant pas pour sérieuse la menace, de marcher sur Rome avec ses troupes. Il franchit les Alpes sans encombre, pénètre en Italie, et parvient aux remparts de la ville d'Aquilée, que Pupien a transformée en véritable forteresse, largement pourvue en hommes et en vivres. À mesure que le siège dure, le moral des troupes de Maximin baisse, voyant les assiégés festoyer sous leur nez alors qu'eux n’ont que la faim pour repas. La révolte se faisant plus vive, Maximin entreprend de punir ses généraux, les accusant de saboter le moral des troupes, et en fait exécuter quelques-uns pour l'exemple. Cette brutalité injustifiée provoque la perte de Maximin, une conspiration de ses soldats a raison de lui et de son fils ; leurs têtes sont envoyées au Sénat en signe de soumission aux nouveaux empereurs.

### Fin
Pupien et Balbin ne s'entendent guère, mais c'est la garde prétorienne, mise à l'écart depuis le début des évènements, qui se décide à agir. Alors que la fête de la victoire sur Maximin bat son plein, les prétoriens passent brusquement à l'action, se saisissent des deux empereurs, les torturent de façon acharnée, puis les traînent dans les rues de toute la Ville jusqu'à leur caserne, où ils les achèvent.
Gordien III, acclamé par le peuple et le Sénat leur succède (29 juillet 238).

## Noms successifs
- Vers 170, naît Marcus Clodius Pupienus Maximus
- février 238, accède à l'Empire : Imperator Caesar Marcus Clodius Pupienus Maximus Augustus